# Canarium erythrinum
Canarium erythrinum (nomeada, em inglês, elegant conch, lavender-mouth conch ou corrugated stromb) é uma espécie de molusco gastrópode marinho pertencente à família Strombidae. Foi classificada por Lewis Weston Dillwyn em 1817, nomeada Strombus erythrinus, e assim permanecendo até o século XX. É nativa do Indo-Pacífico, na África Oriental, desde o mar Vermelho até Moçambique, Madagáscar e Maurícia, e indo ao leste da Austrália, a Micronésia e a Melanésia, incluindo o Sudeste Asiático, especialmente nas Filipinas.

## Descrição da concha
Concha de espiral angular e mais ou menos alta, chegando até 5 centímetros de comprimento, quando desenvolvida; com o seu lábio externo engrossado, porém pouco expandido, além de possuir uma suave reentrância estromboide. Canal sifonal curto e truncado. Abertura com o interior podendo chegar a tons quase negros. Coloração de branca a amarela, laranja e podendo chegar a castanho-avermelhada, às vezes com desenhos e manchas variáveis em castanho, magenta, rosa, ou com largas faixas claras em espiral. Superfície de suas voltas com dobras elevadas e espaçadas na porção mais larga, além de apresentar visíveis estrias em espiral.

## Distribuição geográfica e habitat
Canarium erythrinum ocorre no Indo-Pacífico, na África Oriental, desde o mar Vermelho até Moçambique, Madagáscar e Maurícia, e indo ao leste da Austrália, a Micronésia e a Melanésia, incluindo o Sudeste Asiático, especialmente nas Filipinas.; habitando bentos arenosos da zona nerítica até os pouco menos de 55 metros de profundidade.

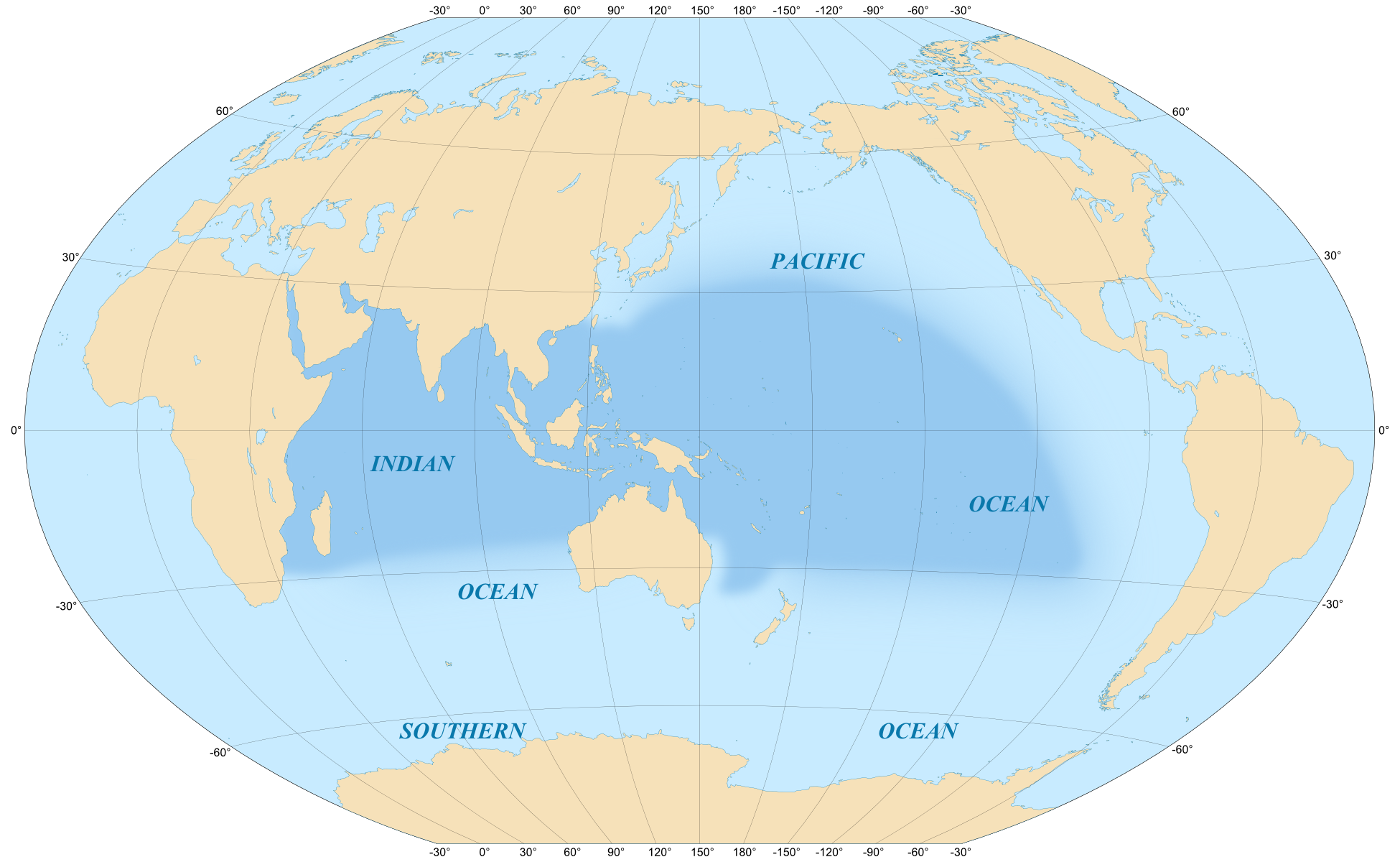
A distribuição geográfica de C. erythrinum é da África Oriental e mar Vermelho até o leste da Austrália, a Micronésia e a Melanésia, nas costas do Indo-Pacífico.